# Guarnición de Ejército San Rafael
La Guarnición de Ejército «San Rafael» es una base del Ejército Argentino localizada en la provincia de Mendoza.
La presencia militar en el departamento de San Rafael actualmente cuenta con un centro de Remonta y Veterinaria en Cuadro Nacional. En el año 2020 el mayor Iván Spretz, jefe del escuadrón San Rafael del Ejército Argentino en una entrevista del Diario San Rafael expresa que esta presencia actual tiene “una arraigada historia; además está la Sección de Montaña y el Museo Histórico Militar. A lo largo del tiempo, la unidad local ha ido creciendo y disminuyendo en su cantidad de miembros y algo que remarcó el mayor Spretz es que hay mucho personal retirado que alguna vez llegó para prestar servicio en San Rafael y que elige después quedarse a vivir”[1].
Los hitos principales de la historia militar de San Rafael son los siguientes: 
En 1877 la Guarnición militar del Fuerte San Rafael del Diamante se traslada desde el actual pueblo "Villa 25 de mayo" al recientemente creado "Cuadro Nacional" (ruta nacional 146). 
Entre 1911-1944 se establece el Regimiento 7mo de caballería. Después del año 1944 se traslada a Chajarí, provincia de Entre Ríos. 
A nivel nacional, cabe destacar como lo hace José Javier Díaz, que debido al relieve argentino: 
«en 1923 el Poder Ejecutivo Nacional creó el “Destacamento de Montaña Cuyo”, fecha desde la cual el Ejército Argentino (EA) comenzó a contar con tropas especializadas para combatir en alta montaña.
A raíz del aumento progresivo de unidades militares en esa zona, el 1º de enero de 1942 se creó el “Comando de la Agrupación de Montaña Cuyo”, del cual dependía orgánicamente el “Destacamento de Montaña San Juan y Mendoza”. En 1958 el Comando de la Agrupación de Montaña Cuyo se trasladó a sus actuales instalaciones en el centro de la capital mendocina y, dos años después, cambió su denominación oficial por la de “Comando de la División 8 de Infantería de Montaña”, nombre que mantuvo hasta noviembre de 1964, cuando pasó a llamarse “Comando de la VIII Brigada de Infantería de Montaña”.
Finalmente, en 1995 se produjo la última modificación en la denominación oficial de esta Gran Unidad de Combate (GUC), adoptándose la que rige hasta el presente de “VIII Brigada de Montaña Brigadier General Toribio de Luzuriaga”»[2].
En ese marco general es que se producen las siguientes instalaciones y disoluciones de cuerpos militares en San Rafael:[3]
En el mismo año 1944 se alojan en nuevos Cuarteles de Cuadro Nacional el Grupo de Artillería de Montaña 8 y la Sección de Baqueanos 8. 
En 1945 se instala el comando de Montaña 8 y su centro de comunicaciones.
En 1951 se disuelve la 8va Sección de Exploradores Baqueanos. 
En 1957 se disuelve el Comando 8vo de Destacamento de Montaña. 
En 1961 se disuelve el 8vo Grupo de Artillería de Montaña. 
En 1966 se disuelve el Distrito Militar 52 "San Rafael". 
En 1976 el cuartel de Artillería de Montaña es ocupado transitoriamente por efectivos de la Brigada de Infantería de Montaña 8. 
Es por aquellos años que dada la falta de actividad militar escribe el periodista Roberto Armando Bravo: “era lugar preferido para ferias, muestras ganaderas, comerciales e industriales. En esa década se usó para un par de Fiestas de los Pueblos”[4].
En 1979 se crea el Escuadrón de Exploración de Caballería de Montaña [5] [6].
En 1981 se reorganiza el IV Cuerpo de Ejército del cual va a depender esta zona (en San Rafael Batallón de Comunicaciones 161). El IV Cuerpo de Ejército estuvo basado en la Guarnición Militar Salta en las décadas de 1960 y 1970 hasta su disolución. En el año 1981 el IV Cuerpo con el nombre honorífico «Ejército de los Andes» asumió la conducción de la VIII Brigada de Infantería de Montaña de Mendoza, así como la de la VI Brigada de Infantería de Montaña de Neuquén. Bajo su responsabilidad quedaron las provincias de Neuquén, La Pampa, Mendoza, San Luis, San Juan y la parte oeste de Río Negro. Su primer comandante fue el general de división Llamil Reston. De este dependían en forma directa —como formaciones— el Destacamento de Exploración de Caballería Blindado 161, el Grupo de Artillería 161 [7] [8], el Batallón de Comunicaciones 161 y la Compañía Policía Militar 161. 
En 1983 es nombrado al frente del Cuerpo IV el General Angel Mario Medone [9].
En 1992 es disuelto el Escuadrón de Exploración de Caballería de Montaña [10].
Debe tenerse en cuenta que: 
«la actual estructura orgánica y funcional y despliegue territorial del Ejército está básicamente anclado en el diseño establecido por las reformas introducidas por el proceso modernizador operado durante la década de 1960, que tuvo al General Juan Carlos Onganía como referente clave mientras fue Comandante en Jefe durante la presidencia de Arturo Illia entre 1963 y 1966. La Segunda División del Ejército tiene su comando en Córdoba y se despliega en las regiones Noroeste del Argentino y Cuyo y en la provincia de Neuquén. Sus unidades se agrupan en las Brigadas de Montaña V (Jujuy, Salta y La Rioja), VIII (San Juan y Mendoza) y VI (Neuquén). La VIII Brigada de Montaña posee los Regimientos de Infantería de Montaña 22 (Mendoza), 16 (Uspallata) y 8 (Tupungato), la Compañía de Cazadores de Montaña 8 (Puente del Inca) y el Regimiento de Caballería de Exploración 15 (Campo de los Andes). Las unidades relacionadas éstas son: Grupo de Artillería de Montaña 8 (Uspallata), Batallón de Ingenieros de Montaña 8 (Campo de los Andes), Compañía de Comunicaciones de Montaña 8 y Compañía de Inteligencia 8 (Mendoza), Sección de Aviación de Ejército de Montaña 8 (Las Heras) y Secciones de Inteligencia de San Juan y San Rafael. Asimismo la Base de Apoyo Logístico y el Hospital Militar están situados en Mendoza» [11].
Acerca de la organización y despliegue de las unidades José Javier Díaz expone que
«La VIII Brigada de Montaña (VIII Br. M.), comúnmente llamada “la Octava” entre los integrantes del Ejército Argentino, depende orgánicamente de la II División de Ejército (antiguamente III Cuerpo de Ejército), cuyo Comando se encuentra ubicado en la Ciudad de Córdoba, y de éste también dependen las otras dos Brigadas de Montaña que posee la Fuerza, a saber: la V Br. M. con asiento de paz en Salta y la VI Br. M. con asiento en Neuquén» [12].
En ese nuevo organigrama es que: 
En 1996 se crea la Sección de inteligencia “San Rafael” [13].

## Terrorismo de Estado
En las décadas de 1970 y 1980 San Rafael conformó la Subárea 3315, donde se creó una Base de Combate en Cuadro Nacional. Con la misión de «controlar a la subversión», se desplazaron a la subárea militares del Regimiento de Infantería de Montaña 11 «General Las Heras», la Compañía de Ingenieros de Montaña 8 y la Compañía de Comunicaciones de Montaña 8. También, el Destacamento de Inteligencia 144 de Mendoza tenía una Sección de Inteligencia destacada en San Rafael.

## Unidades
- Sección de Inteligencia de Montaña «San Rafael».
- Establecimiento Cuadro Nacional.